# 関谷英里子
関谷 英里子（せきや えりこ）は、日本の同時通訳者・翻訳家である。神奈川県横浜市出身。慶應義塾大学経済学部卒業。日本通訳サービス代表。元NHKラジオ「入門ビジネス英語」講師。

## 人物
父親の仕事の関係で、6歳から9歳までをイギリスで過ごす。フェリス女学院中学校・高等学校卒業。慶應義塾大学経済学部卒業後、伊藤忠商事に入社し、ブランドマーケティングを担当。4年程で日本ロレアルに転職し、プロダクトマネジメントを担当。2014年、スタンフォード大学経営学修士課程に留学。その後、独立して日本通訳サービスを設立し、同代表に就任。
通訳者として独立後、各種国際会議のほか、アル・ゴア元アメリカ副大統領、ノーベル平和賞受賞ダライ・ラマ14世、フェイスブックCEOマーク・ザッカーバーグ、ヴァージン・グループ創設者リチャード・ブランソン会長など、多数の世界的なVIPの講演にて同時通訳を務める。
「カリスマ同時通訳者」の異名を持ち、通訳・翻訳業のほか、書籍出版、メディア出演、雑誌連載、自身の講演活動など幅広く活躍している。

## 書籍

### 著書
- なぜあの人の話に、みんなが耳を傾けるのか? 』（アスカビジネス、2007年10月）
- 『カリスマ同時通訳者が教えるビジネスパーソンの英単語帳 たった60語でうまくいく』（ディスカヴァー・トゥエンティワン、2009年12月）
- 『カリスマ同時通訳者が教えるビジネスパーソンの英単語帳+70 次の70語でもっとうまくいく』（ディスカヴァー・トゥエンティワン、2010年9月）
- 『えいごのつぼ』（中経出版、2011年2月）
- 『関谷英里子のビジネスに効く英単語101（ワン・オー・ワン）』（NHK出版、2011年10月）
- 『関谷英里子のビジネスに効く！ポジティブ英語』（NHK出版、2012年3月）
- 『関谷英里子のたった 3 文で OK!　ビジネスパーソンの英文メール術』（ディスカヴァー・トゥエンティワン、2012年9月）
- 『中学英語をビジネスに生かす3つのルール 』(NHK出版、2012年11月)
- 『あなたの英語勉強法がガラリと変わる　同時通訳者の頭の中』(祥伝社、2013年3月)
- 『その英語、こう言い換えればササるのに!』 (青春出版社、2013年8月)
- 『えいごのもと 60単語で「イメージ力」を身につける』 (NHK出版、2014年3月)
- 『同時通訳者のカバンの中 ツールを使いこなせば英語力3割アップ!』(祥伝社、2018年4月)
- 『英語はつながりで覚えよう』（ディスカヴァー・トゥエンティワン、2020年7月）※「他書に掲載されている例文を出典を明示せずに使用していたことが判明」したとして、出版社が2020年8月6日付で販売停止・回収を告知した[6]。

### 訳書
- 『まさか!? -自信がある人ほど陥る意思決定8つの罠』（マイケル・J・モーブッサン著、ダイヤモンド社、2010年4月）

## テレビ出演
- 『ぷっ』すま 「ぶっつけ本番!ハイスクール」 （テレビ朝日、2008年5月13日）
- つながるセブン 「つながルーム」 （J:COM、2010年11月22日）
- 実践!英語でしゃべらナイト （NHK、2012年1月）1月特別講師

ほか

## ラジオ出演
- 入門ビジネス英語 （NHKラジオ、2011年度上期）講師
- 入門ビジネス英語 （NHKラジオ、2012年度〜2014年度）講師

ほか

## 雑誌（寄稿・インタビュー等）
- CNN ENGLISH EXPRESS 「巻頭インタビュー」 （朝日出版社、2011年9月号）
- ENGLISH JOURNAL 「洋書の快楽」 （アルク、2011年9月号）コメント
- iPhone Magazine 「500円から始められるiPhone式英語学習術」 （三栄書房、2011年11月号）
- English Plus 「一流を目指す!多読勉強法」 （成美堂出版、2011年11月号）
- AERA English 「関谷英里子のビジネス英作文教室」 （朝日新聞出版、2012年1月号 〜）連載

ほか